# Sa vie m'appartient
Pour plus de détails, voir Fiche technique et Distribution.
Sa vie m'appartient (titre original : True Heaven) est un film américain réalisé par James Tinling, sorti en 1929.

## Synopsis
Philip Gresson, lieutenant de l'armée britannique en Belgique, tombe amoureux de Judith qui travaille comme artiste dans un club. La jeune fille sauve alors sa vie mais lui, après avoir été envoyé en mission derrière les lignes ennemies déguisé en officier allemand, découvre que Judith est un agent ennemi. La fille est déchirée entre l'amour et le devoir. Philip sera sauvé de la fusillade lorsque la nouvelle de la signature de l'armistice arrivera.

## Fiche technique
- Titre : Sa vie m'appartient
- Titre original : True Heaven
- Réalisation : James Tinling
- Assistant-réalisateur : Lesley Selander
- Scénario : Dwight Cummins d'après la nouvelle « Judith » de Charles Edward Montague (en)
- Intertitres : Malcolm Stuart Boylan (en)
- Photographie : Conrad Wells (en)
- Producteur : William Fox
- Producteur exécutif : Kenneth Hawks
- Société de production : Fox Film Corporation
- Société de distribution : Fox Film Corporation
- Pays de production :  États-Unis
- Langue : Anglais américain
- Métrage : 1 709 m (6 bobines)
- Format : Noir et blanc — 35 mm — 1,33:1 — Muet
- Genre : Film dramatique, Film de guerre
- Durée : 61 minutes (1 h 1)
- Dates de sortie : 
  - États-Unis : 13 janvier 1929 (Première) / 17 février 1929 (sortie nationale)
  - Danemark : 9 septembre 1929
  - France : 29 octobre 1929

## Distribution
- George O'Brien : Lieutenant Philip Gresson
- Lois Moran : Judith
- Phillips Smalley : le colonel britannique Mason
- Oscar Apfel : le général allemand
- Duke Martin : le sergent-major britannique
- André Cheron : l'espion britannique
- Donald MacKenzie : le colonel britannique
- Hedwiga Reicher : Madame Grenot
- Will Stanton (en) : le chauffeur de Gresson